# Eupelmus nitidus
Eupelmus nitidus är en stekelart som beskrevs av Nikol'skaya 1952. Eupelmus nitidus ingår i släktet Eupelmus och familjen hoppglanssteklar.
Artens utbredningsområde är Turkmenistan. Inga underarter finns listade i Catalogue of Life.